# Severovýchodní Anglie
Severovýchodní Anglie je jeden z 9 regionů, nejvyšších správních celků Anglie. Zahrnuje oblasti hrabství Northumberland, Durham, Tyne a Wear a část North Yorkshire. Nejvyšším bodem regionu je Cheviot, v Northumberlandu s výškou 815 m. Region má nejnižší hodnotu HDP na obyvatele, ale je pozoruhodný přírodními krásami (Northumberlandský národní park) a kultruními památkami (Durhamská katedrála a Hadriánův val).

## Oblasti
Centrem regionu je Newcastle upon Tyne. Největším městem podle počtu obyvatel je Sunderland i když Newcastle s oblastí Tyneside mají dohromady větší počet obyvatel.
Region je neoficiálně rozdělen na tyto subregiony:
- hrabství Durham
- Northumberland
- Tyne a Wear
- Tees Valley (původní Cleveland a Darlington).

## Doprava
Nejdůležitější města regionu se nacházejí na trati East Coast Main Line, s rychlíkovými spoji do Edinburghu a Londýna. Tyne a Wear metro je systém lehké kolejové dopravy zajišťující dopravu v rámci metropolitního hrabství Tyne a Wear se stanicemi v centru měst Sunderlandu a Newcastle, jiných měst hrabství a na letišti v Newcastle. Hlavními letišti regionu jsou Letiště Newcastle a Letiště Durham Tees Valley. V Newcastle se nachází mezinárodní trajektové přístaviště z něhož vyplouvají spoje do Amsterdamu a Stavangeru.

## Správa
Region Severovýchodní Anglie je oficiálně rozdělen na následující oblasti:
| Mapa                         | Ceremoniální hrabství                                            | Hrabství Unitary authority                                                                | Distrikty                                                                     |
| ---------------------------- | ---------------------------------------------------------------- | ----------------------------------------------------------------------------------------- | ----------------------------------------------------------------------------- |
|                              | 1. Northumberland †                                              | 1. Northumberland †                                                                       | Blyth Valley, Wansbeck, Castle Morpeth, Tynedale, Alnwick, Berwick-upon-Tweed |
| Tyne a Wear *                | Tyne a Wear *                                                    | 2. Newcastle upon Tyne, 3. Gateshead, 4. North Tyneside, 5. South Tyneside, 6. Sunderland |                                                                               |
| Durham                       | 7. Durham †                                                      | Durham, Easington, Sedgefield, Teesdale, Wear Valley, Derwentside, Chester-le-Street      |                                                                               |
| Durham                       | 8. Darlington (unitary authority)                                |                                                                                           |                                                                               |
| Durham                       | 9. Hartlepool (unitary authority)                                |                                                                                           |                                                                               |
| Durham                       | 10. Stockton-on-Tees (unitary authority) (na sever od řeky Tees) |                                                                                           |                                                                               |
| North Yorkshire (pouze část) | 10. Stockton-on-Tees (unitary authority) (na jih od řeky Tees)   | 10. Stockton-on-Tees (unitary authority) (na jih od řeky Tees)                            |                                                                               |
| North Yorkshire (pouze část) | 11. Redcar a Cleveland (unitary authority)                       |                                                                                           |                                                                               |
| North Yorkshire (pouze část) | 12. Middlesbrough (unitary authority)                            |                                                                                           |                                                                               |

poznámky: nemetropolitní hrabství = † | metropolitní hrabství = *

## Vzdělávání
Na úrovní vysokoškolského vzdělávání se v regionu nachází několik mezinárodně uznávaných škol.
- Durhamská univerzita – třetí nejstarší univerzita v Anglii
- Newcastle university – člen Russel Group
- Northumbria University
- Sunderlandská univerzita
- University of Teesside